# Fred Stolle
Frederick Sydney (Fred) Stolle (Hornsby (New South Wales), 8 oktober 1938 – Palm Desert (Californië), 5 maart 2025) was een tennisspeler uit Australië.

## Loopbaan
In 1958 speelde Stolle zijn eerste grandslamtoernooi.
In zijn amateurtijd won hij de enkelspeltitel op Roland Garros 1965 en het US tenniskampioenschap 1966. Aan het einde van 1966 werd hij proftennisser. Vanwege zijn profstatus mocht hij vanaf 1967 niet meer deelnemen aan grandslamtoernooien. Bij het eerste grandslamtoernooi waaraan profs weer mochten deelnemen, Roland Garros 1968, won hij aan de zijde van Ken Rosewall de dubbelspeltitel.
In totaal won Stolle achttien grandslamtitels.
Stolle overleed op 5 maart 2025 op 86-jarige leeftijd.

## Resultaten grandslamtoernooien
| Legenda | Legenda                          |
| ------- | -------------------------------- |
| g.t.    | geen toernooi gehouden           |
| l.c.    | lagere categorie                 |
| –       | niet deelgenomen                 |
| G       | uitgeschakeld in de groepsfase   |
| 1R      | uitgeschakeld in de eerste ronde |
| 2R      | uitgeschakeld in de tweede ronde |
| 3R      | uitgeschakeld in de derde ronde  |
| 4R      | uitgeschakeld in de vierde ronde |
| KF      | uitgeschakeld in de kwartfinale  |
| HF      | uitgeschakeld in de halve finale |
| F       | de finale verloren               |
| W       | het toernooi gewonnen            |
| w-v     | winst/verlies-balans             |

### Enkelspel
| toernooi        | 1958 | 1959 | 1960 | 1961 | 1962 | 1963 | 1964 | 1965 | 1966 | 1967 | 1968 | 1969 | 1970 | 1971 | 1972 | 1973 | 1974 | 1975 | 1976 | 1977 | 1977 | 1978 |
| --------------- | ---- | ---- | ---- | ---- | ---- | ---- | ---- | ---- | ---- | ---- | ---- | ---- | ---- | ---- | ---- | ---- | ---- | ---- | ---- | ---- | ---- | ---- |
| Australian Open | 1R   | –    | 1R   | HF   | KF   | HF   | F    | F    | HF   | –    | –    | KF   | –    | 3R   | –    | –    | –    | –    | –    | –    | –    | –    |
| Roland Garros   | –    | –    | 2R   | 3R   | 4R   | 2R   | 4R   | W    | KF   | –    | 2R   | KF   | –    | –    | –    | –    | –    | –    | –    | –    | –    | –    |
| Wimbledon       | –    | –    | 1R   | 2R   | 3R   | F    | F    | F    | 2R   | –    | 4R   | 4R   | 1R   | 4R   | –    | –    | –    | –    | –    | –    | –    | 1R   |
| US Open         | –    | –    | –    | –    | 2R   | –    | F    | 2R   | W    | –    | 2R   | KF   | 3R   | –    | KF   | –    | –    | 1R   | –    | 2R   | 2R   | –    |

### Mannendubbelspel
| Australian Open | ? | ?  | ? | F | W  | W | F  | W  | –  | F  | –  | KF | –  | –  | –  | –  | –  | –  | –  | –  |
| Roland Garros   | – | ?  | ? | ? | ?  | ? | W  | ?  | W  | KF | –  | –  | –  | –  | –  | –  | 1R | KF | –  | –  |
| Wimbledon       | – | 3R | F | W | 3R | W | 3R | 3R | F  | 3R | F  | KF | –  | –  | –  | 1R | 1R | 3R | –  | –  |
| US Open         | – | –  | – | ? | –  | ? | W  | W  | 3R | W  | HF | –  | 3R | 1R | 3R | 2R | HF | KF | HF | 2R |

### Gemengd dubbelspel
| Australian Open | 1R | KF | HF | W  | F  | – | HF | –  | –  | F | g.t. | g.t. | g.t. | g.t. | g.t. | g.t. |
| Roland Garros   | –  | –  | KF | F  | F  | F | KF | 3R | –  | – | –    | –    | –    | –    | KF   | –    |
| Wimbledon       | –  | 4R | W  | HF | HF | W | HF | HF | HF | W | HF   | –    | 1R   | 3R   | HF   | –    |
| US Open         | –  | –  | –  | W  | –  | ? | W  | –  | –  | – | 2R   | F    | 1R   | HF   | 1R   | 2R   |